# Tamsia
Tamsia là một chi bướm đêm thuộc họ Erebidae.

## Các loài
- Tamsia hieroglyphica